# Marsha Ambrosius
Marsha Ambrosius (* 8. August 1977 in Liverpool) ist eine englische R&B-Sängerin und Songwriterin.

## Biografie
Bekannt wurde Marsha Ambrosius als eine Hälfte der R&B-Band Floetry. Nach drei in den USA sehr erfolgreichen Alben trennte sich das Duo und Ambrosius begann eine Solokarriere. Sie unterschrieb beim Label Aftermath von Dr. Dre, es kam jedoch zu keiner Veröffentlichung und so trennte man sich 2009 wieder. Die Sängerin arbeitete mit anderen Künstlern wie Alicia Keys, Mario und Wale zusammen, bevor sie bei J Records unterschrieb.
Ende 2010 erschien ihre erste Solosingle Hope She Cheats on You, die es auf Anhieb in die US-Charts schaffte. Das Debütalbum Late Nights & Early Mornings wurde im Februar 2011 veröffentlicht und stieg auf Platz zwei der Billboard 200 ein.
Ambrosius ist auch als Songwriterin für andere erfolgreich. Unter anderem war sie Mitautorin von Butterflies von Michael Jackson, das 2002 in den USA Platz 14 erreichte.

## Diskografie
Alben
- 2010: Late Nights & Early Mornings
- 2014: Friends & Lovers

Singles

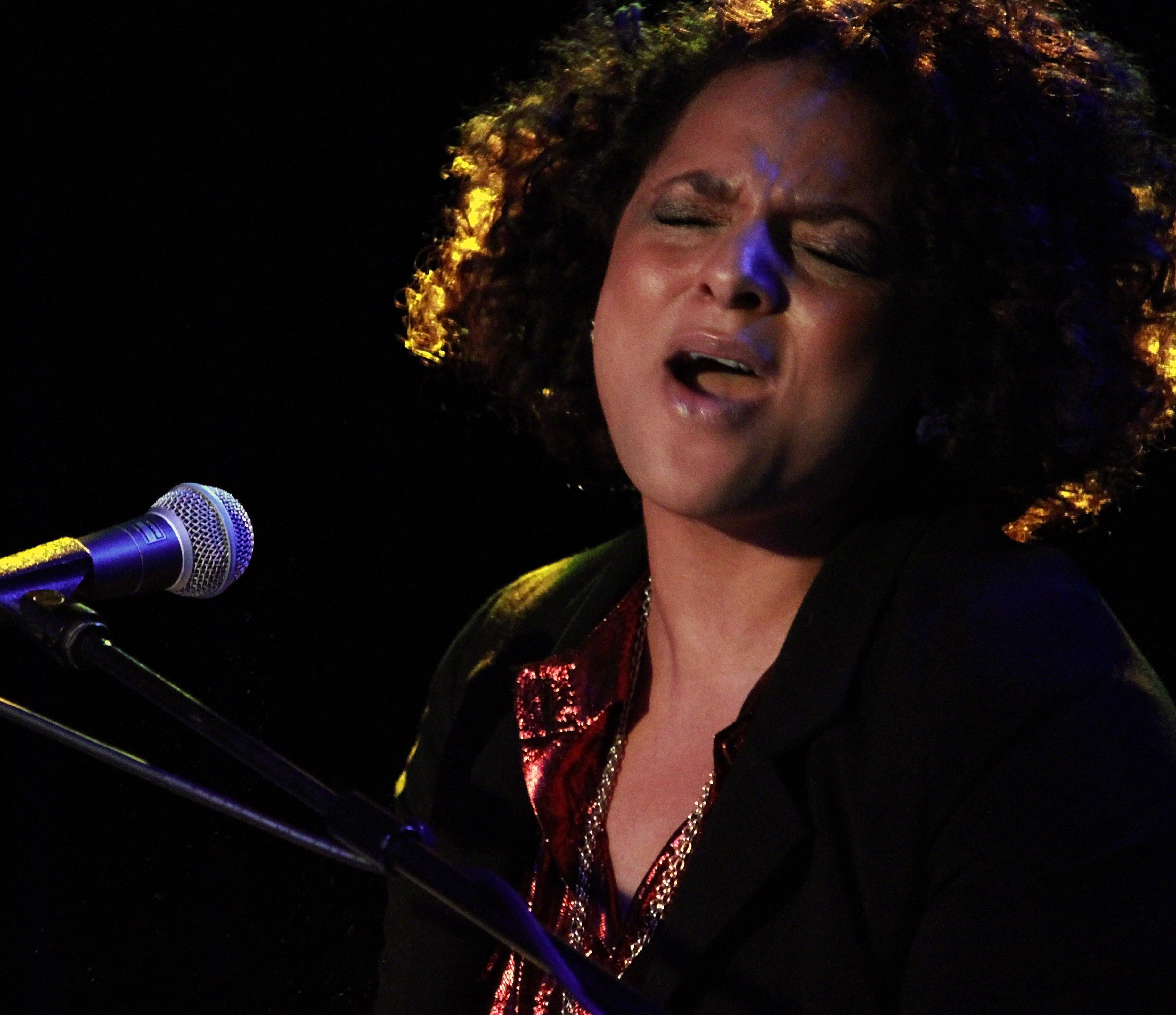
Ambrosius während eines Auftritts in London (2010)

- 2010: Hope She Cheats on You (With a Basketball Player)
- 2010: Far Away
- 2011: Late Nights & Early Mornings
- 2012: Cold War
- 2012: Alone Together (mit Daley)
- 2013: Without You (mit Ne-Yo)
- 2014: Run
- 2018: Real Big (Nipsey Hussle feat. Marsha Ambrosius, US: Gold)[2]